# Вагон метро 81-717М/714М
З вересня 2011 року започатковано модернізацію вагонів 81-717/714 на заводі ЗРЕПС у Тбілісі на тип 81-717М/714М. Модернізація включає заміну електрообладнання, радикальну зміну салону і зовнішнього вигляду вагонів: на головні вагони встановлюється нова склопластикова маска, вагони перефарбовуються в сріблясто-червоно-біле забарвлення. У головних вагонів, що модернізуються в проміжні, ліквідується кабіна машиніста та її простір використовується під пасажирський салон. За подібним зразком також було здійснено модернізацію метропоїздів серії 81-717/714 для Бакинського та Єреванського метрополітенів.
З 2018 року в Єреванському метрополітені експлуатується два двокабінних вагони 81-717М, що є всесвітньо безпрецедентним випадком; при цьому Правила технічної експлуатації (ПТЕ) допускають експлуатацію складів мінімум з трьох вагонів.

## Галерея

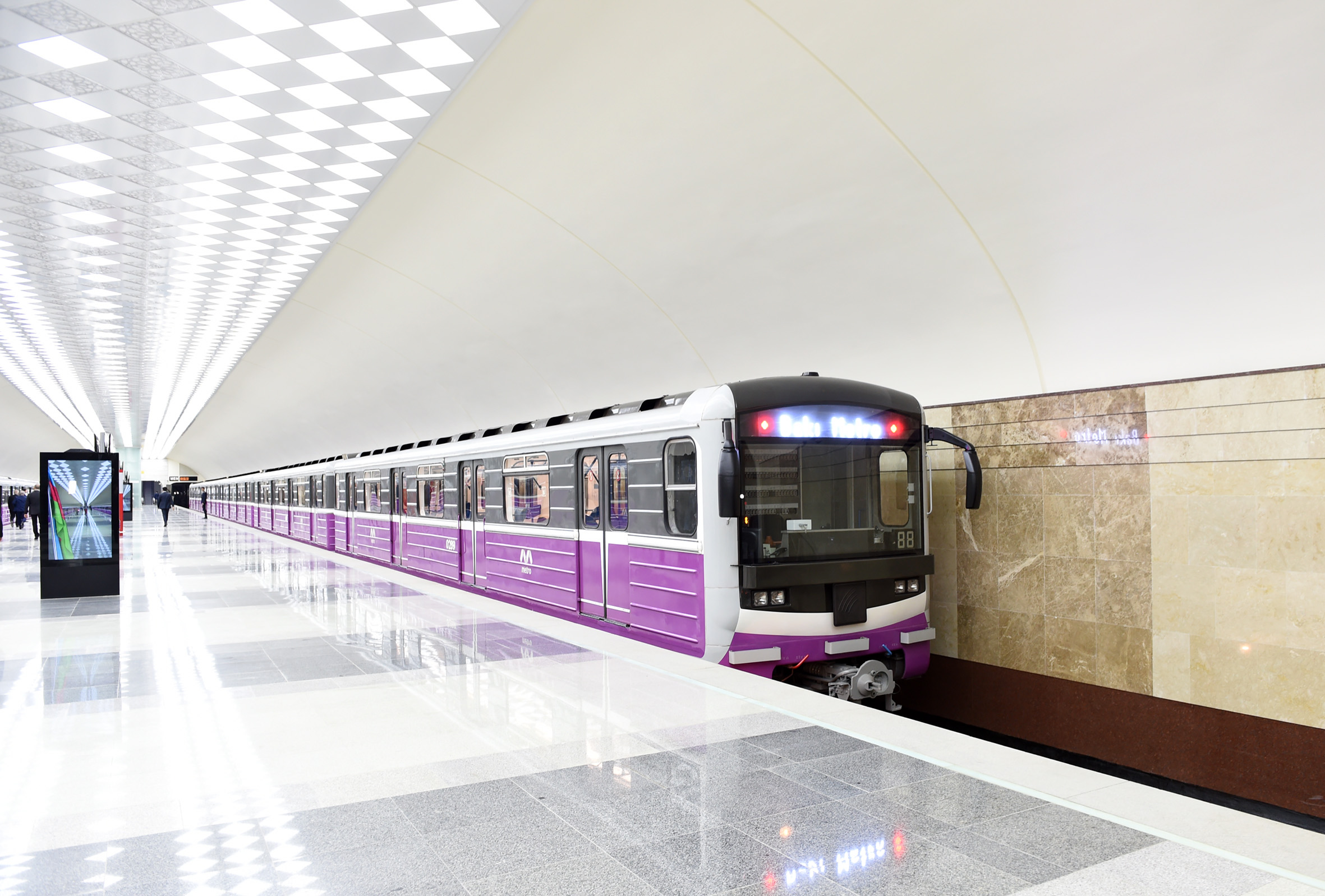
81-717М у Баку
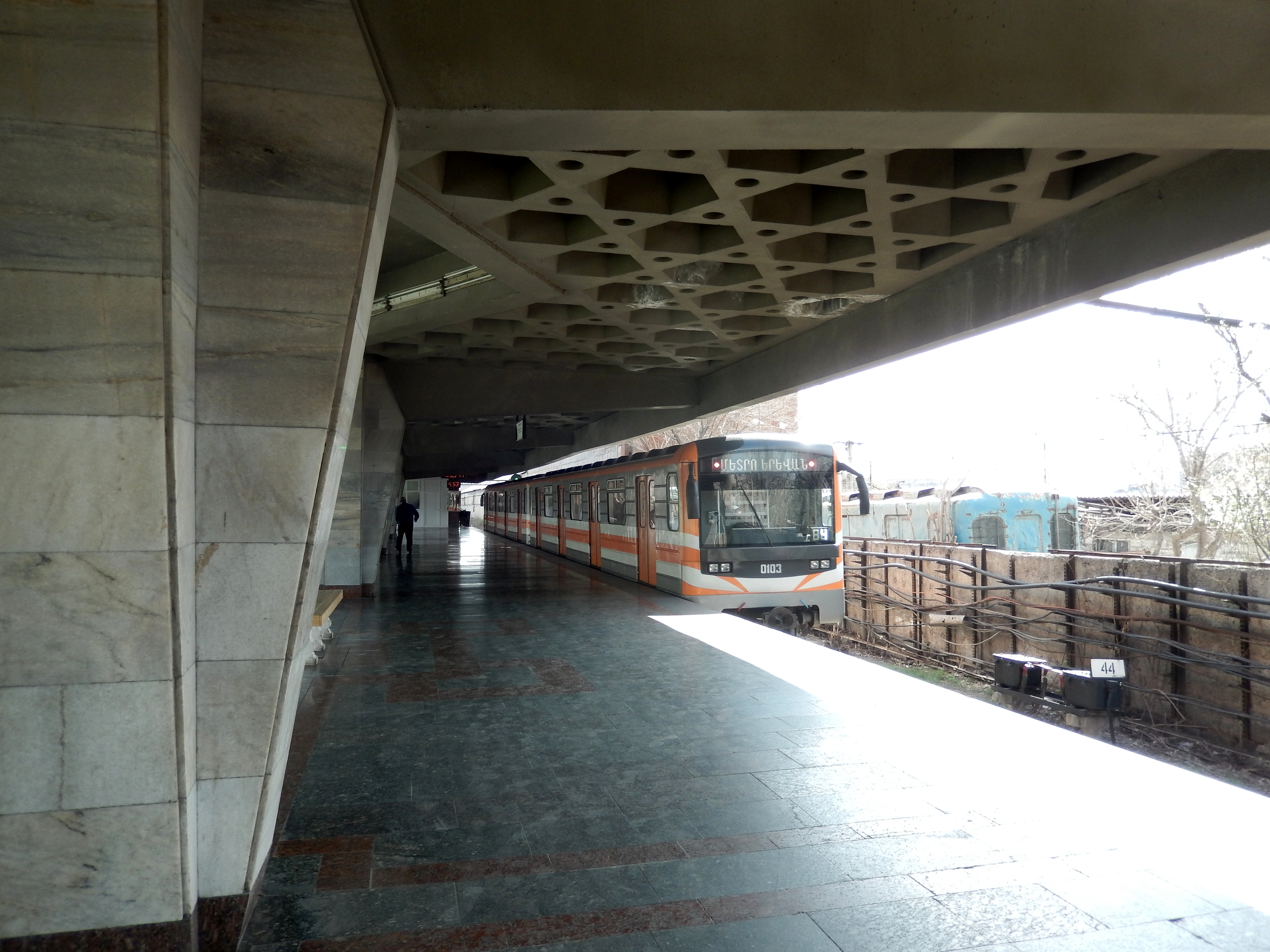
Двовагонний 81-717М у Єревані
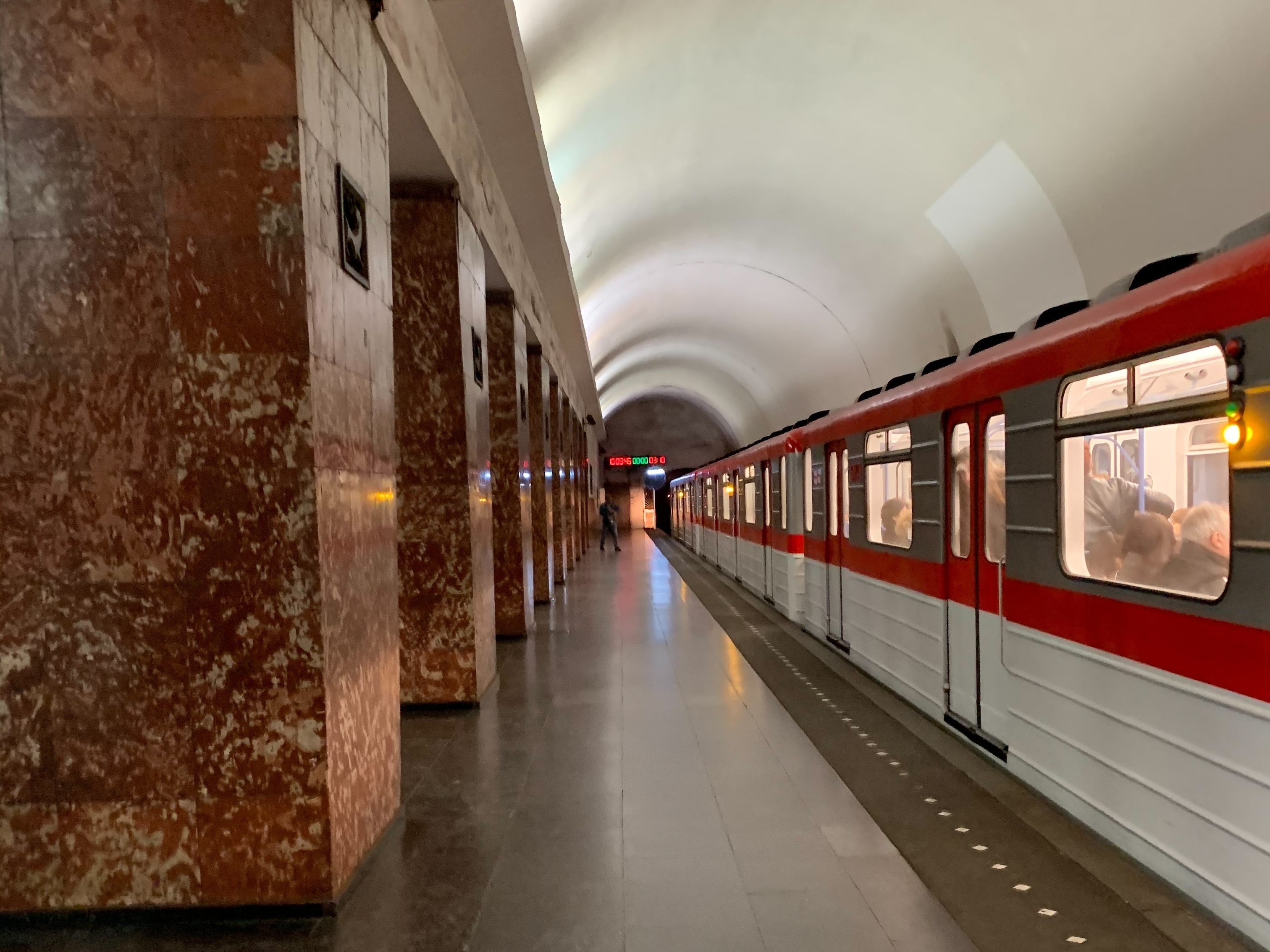
Вид збоку
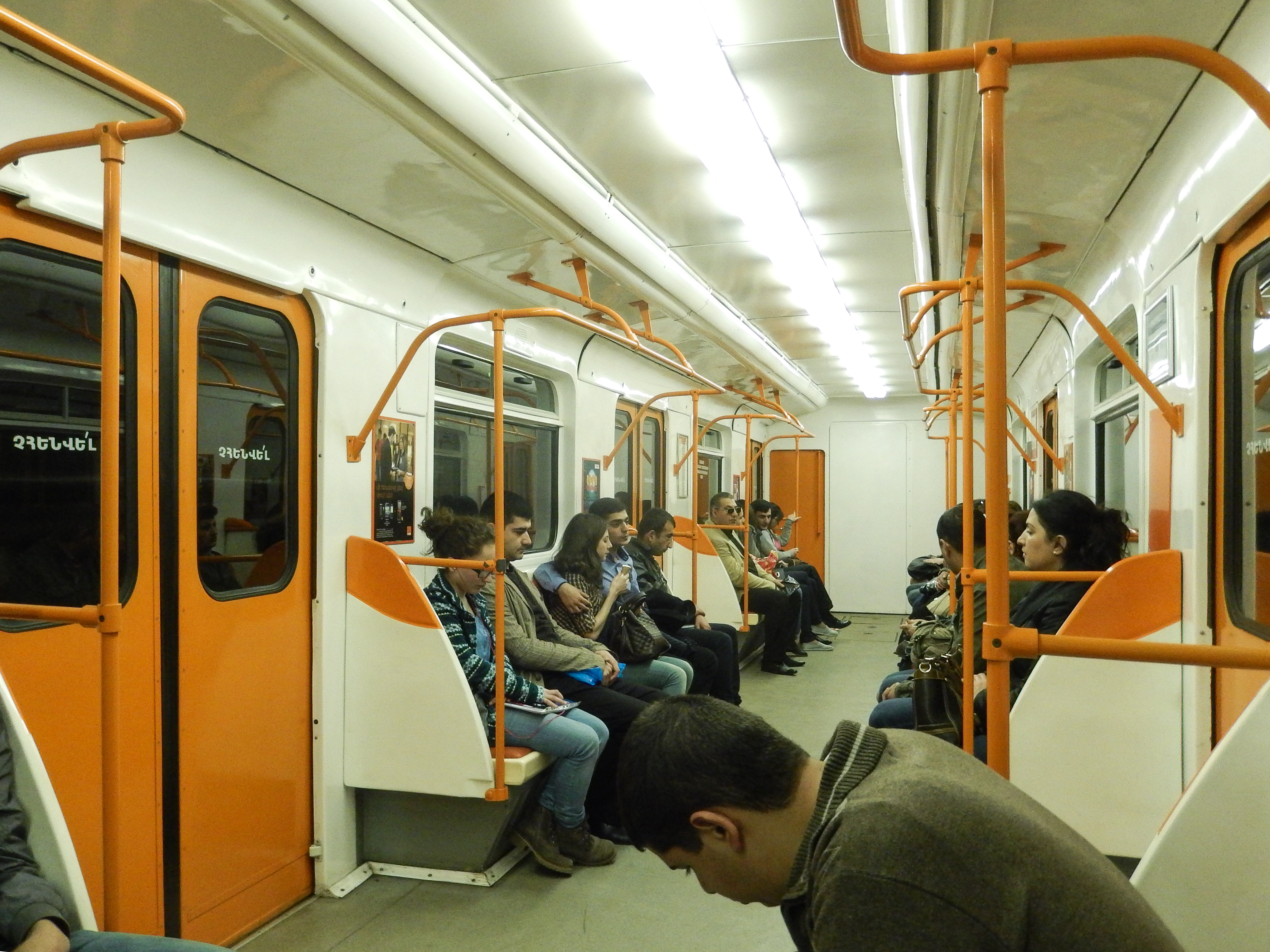
Пасажирський салон